# Polycelis kashmirica
Polycelis kashmirica is een platworm (Platyhelminthes). De worm is tweeslachtig. De soort leeft in of nabij het zoete water.
De platworm behoort tot de familie Planariidae. De wetenschappelijke naam van de soort werd voor het eerst geldig gepubliceerd in 1993 door Liu.

## Synoniem
- Polycelis akkeshi Ichikawa & Kawakatsu, 1963[1]
  - Seidlia akkeshi (Ichikawa & Kawakatsu, 1963)